# Adligenswil
Adligenswil é uma comuna da Suíça, no Cantão Lucerna. Em 2017 possuía 5.343 habitantes. Estende-se por uma área de 6,99 km², de densidade populacional de 764,4 hab/km². Confina com as seguintes comunas: Dierikon, Ebikon, Küssnacht am Rigi (SZ), Lucerna (Luzern), Meggen, Udligenswil. 
A língua oficial nesta comuna é o Alemão.